# Tolna vármegyei 1. sz. országgyűlési egyéni választókerület
A Tolna vármegyei 1. sz. országgyűlési egyéni választókerület egyike annak a 106 választókerületnek, amelyre a 2011. évi CCIII. törvény Magyarország területét felosztja, és amelyben a választópolgárok egy-egy országgyűlési képviselőt választhatnak. A választókerület nevének szabványos rövidítése: Tolna 01. OEVK. Székhelye: Szekszárd

## Területe
A választókerület az alábbi településeket foglalja magába:
1. Alsónyék
2. Báta
3. Bátaszék
4. Bogyiszló
5. Decs
6. Fácánkert
7. Fadd
8. Medina
9. Őcsény
10. Pörböly
11. Sárpilis
12. Sióagárd
13. Szedres
14. Szekszárd
15. Tengelic
16. Tolna
17. Várdomb

## Országgyűlési képviselője
| Név            | Párt                                         | Párt        | Terminus | Megjegyzés                                   |
| -------------- | -------------------------------------------- | ----------- | -------- | -------------------------------------------- |
| Horváth István |                                              | Fidesz-KDNP | 2014 –   | A 2014-es országgyűlési választás eredménye: |
| Horváth István | A 2018-as országgyűlési választás eredménye: | Fidesz-KDNP | 2014 –   |                                              |
| Horváth István | A 2022-es országgyűlési választás eredménye: | Fidesz-KDNP | 2014 –   |                                              |

## Demográfiai profilja
| Iskolai végzettség                | Iskolai végzettség               | Iskolai végzettség | Iskolai végzettség | Iskolai végzettség |
| --------------------------------- | -------------------------------- | ------------------ | ------------------ | ------------------ |
|                                   |                                  |                    |                    | fő                 |
| Általános iskolát nem végezte el  | Általános iskolát nem végezte el |                    | 1380               | 1380               |
| Általános iskola                  | Általános iskola                 |                    | 11675              | 11675              |
| Szakmunkás                        | Szakmunkás                       |                    | 14893              | 14893              |
| Érettségi                         | Érettségi                        |                    | 18370              | 18370              |
| Diploma                           | Diploma                          |                    | 11406              | 11406              |
| A 2022. évi népszámlálás szerint. |                                  |                    |                    |                    |

A Tolna vármegyei 1. sz. választókerület lakónépessége 2022. október 1-jén 69 292 fő volt. A 2011-es és a 2022-es népszámlálás között 7303 fővel csökkent a választókerület lakosság száma. A választókerületben a korösszetétel alapján a legtöbben a középkorúak élnek 24 928 fővel, míg a legkevesebben a gyermekek 11 568 fővel. A választókerület lakosságának a 82,1%-nál van internet elérési lehetőség.
A legmagasabb befejezett iskolai végzettség szerint az érettségi végzettséggel rendelkezők élnek a legtöbben 18 370 fő, utánuk a következő nagy csoport a szakmunkások 14 893 fővel.
Gazdasági aktivitás szerint a lakosság közel fele foglalkoztatott 32 503 fő, második legjelentősebb csoport az inaktív keresők, akik főleg nyugdíjasok 19 127 fővel.
A választókerület legjelentősebb nemzetiségi csoportja a német 1818 fő, illetve a cigány 1467 fő. Magyar állampolgársággal nem rendelkező külföldi állampolgárok aránya 0,6%.
Vallási összetétel szerint a választókerületben lakók legnagyobb vallása a római katolikus (18 891 fő), valamint jelentős közösség még a reformátusok (4745 fő). A vallási közösséghez nem tartozók száma szintén jelentős (9421 fő), a választókerületben a második legnagyobb csoport a római katolikus vallás után.

## Országgyűlési választások

### 2014
A 2014-es országgyűlési választáson az alábbi jelöltek indultak:

### 2018
A 2018-as országgyűlési választáson az alábbi jelöltek indultak:
- Burai Ferenc (Iránytű)
- Farkas Gabriella (MOMA)
- Hadházy Ákos (LMP)
- Harangozó Tamás (MSZP-Párbeszéd)
- Horváth István (Fidesz-KDNP)
- Kovács Irma Tünde (MISZEP)
- Nagy József (ÚMF)
- Nagy Sándor (KÖSSZ)
- Pál Erika (HAM)
- Pál László (SEM)
- Pesti Vendel (MKKP)
- Szabó Balázs (Jobbik)
- Tasch Ferenc (IMA)